# Silvia Bolognesi
Silvia Bolognesi (Siena, 5 agosto 1974) è una contrabbassista e produttrice discografica italiana.

## Biografia
Ha conseguito gli studi di contrabbasso presso l'istituto musicale "Giuseppe Verdi" di Prato e si è diplomata in contrabbasso presso l'Istituto R. Franci di Siena con il Maestro Andrea Granai, perfezionandosi con il Maestro Alberto Bocini.
Si avvicina al jazz studiando ai corsi di Siena Jazz con Paolino Dalla Porta, Furio Di Castri e Ferruccio Spinetti.
Gli incontri più significativi nella sua formazione musicale sono quelli con William Parker, Muhal Richard Abrams, Lawrence Douglas “Butch” Morris, Roscoe Mitchell e Anthony Braxton.
Nel 2003 entra a far parte dell'orchestra di Lawrence Douglas “Butch” Morris, con cui si esibisce alla XIII edizione del festival jazz di Roccella Ionica e nel 2010 alla XXV edizione del festival di Sant'Anna Arresi.
È leader di diverse band: Open Combo, Almond Tree , Xilo Ensemble, Ju-Ju Sounds, Fonterossa Open Orchestra, Young Shouts e Beast Friends trio.
Nel 2009 si forma il trio d’archi “Hear In Now” con Tomeka Reid al violoncello e Mazz Swift al violino e alla voce; con questa formazione, completeranno il “Roscoe Mitchell sextet” (2017) per omaggiare la musica di John Coltrane. Nel 2022, in occasione dell’Hyde Park Jazz Festival (Chicago), “Hear in Now” trio produce un nuovo progetto in collaborazione con il gruppo etiope “Qwanqwa” e gli ospiti Eddie Kwon e Chad Taylor.
Nel 2017 inizia la collaborazione con “Art Ensemble of Chicago”, attraverso il progetto “50th Anniversary”, da cui il CD “We are on the Edge” ed il recente album live uscito per “Rogue Art”: “The Sixth Decade: from Paris to Paris”.
Dal 2022 fa parte del “Roscoe Mitchell quintet”.
Dal 2010 gestisce la propria etichetta discografica “Fonterossa Records”, da cui il minifestival “Fonterossa Day” ospitato dal 2015 da PisaJazz, di cui è direttrice artistica. Dirige la “Fonterossa Open Orchestra”, orchestra creativa stabile a Pisa dal 2017, e tiene laboratori su Improvvisazione e Conduction dal 2007, collaborando con PisaJazz.
Ha collaborato con: Dee Alexander, Gianni Basso, Stefano Bollani, Jean-Paul Bourelly, Jo Bowie, Fabrizio Bosso, Rob Brown, Ernest Dawkins, Maria Pia De Vito, Hamid Drake, Ettore Fioravanti, Tiziana Ghiglioni, Tristan Honsinger, Paul Jeffrey, Stefano Maltese, Sabir Mateen, Nicole Mitchell, David Murray, Evan Parker, Fabrizio Puglisi, Enrico Rava, Ernst Reijseger, David Riondino, Bobo Rondelli, Giancarlo Schiaffini, Alan Silva, Ballaké Sissoko, Günter “Baby” Sommer, Marco Tamburini, Chad Taylor, John Tchicai, Les Tartit, Pietro Tonolo, Gianluigi Trovesi, Ken Vandermark, e molti altri.
Insegna contrabbasso e musica d'insieme al triennio di jazz presso l’Accademia Siena Jazz.
Ha ricoperto il ruolo di docente di contrabbasso Jazz presso il Conservatorio Statale di Palermo dal 2 novembre 2022 al 31 ottobre 2023.
Dal 2016 fa parte del programma “European exchange - Erasmus+” per i Conservatori di Maastricht (Olanda), Tbilisi (Georgia), Riga (Lettonia) e Birmingham (UK).

## Premi e riconoscimenti
- 2019: “Best record of the month” da “Bandcamp” per il CD “aLive Shouts” della formazione “Silvia Bolognesi Young Shouts”
- 2019: Bando “Nuova Generazione Jazz 2020”, vincitrice con il gruppo “Silvia Bolognesi Young Shouts”
- 2010: "Top Jazz 2010" della rivista Musica Jazz come miglior nuovo talento italiano[1]
- 2010: 4º Trofeo InSound come miglior contrabbassista[2]
- 2005: Borsa di studio in contrabbasso presso il “Marcello Melis” summer jazz workshop
- 1998: Borsa di studio presso il Siena Jazz International Summer Workshop
- 1998: Selezione per E.U. High-qualification course per musicisti jazz

## Discografia
- Timing birds - Fonterossa Records, 2023
- Art Ensemble of Chicago "The Sixth Decade: From Paris to Paris" - RogueArt - 2023[3]
- Silvia Bolognesi, Marco Colonna “EraOra” - Fonterossa Records, 2021
- Alberto Braida, Silvia Bolognesi, Cristiano Calcagnile “Cats in the Kitchen” - We Insist, 2021
- Silvia Bolognesi Young Shouts “A frame in the crowd” - Fonterossa Records, 2021
- Nexus “The call: for a new life”, Felmay, 2021
- Mankwe Ndosi & Body MemOri “Felt/not said”, Auspice Now, 2021
- Dinamitri Open Combo “Mappe per l’Eden”, Felmay, 2021
- ASTRAGALO “AstragaloI”, Fonterossa, 2021
- Bobby Lee Rodgers & The 5th Pyramid, Long Song Records, 2020
- Bluering Improvisers “Materia” - AUT records, 2020
- Fonterossa Open Orchestra “F.O.O.L.” - Fonterossa - 2020
- Raoul Björkenheim Quartet “Solar Winds” - Long Song Records - 2020
- Silvia Bolognesi Young Shouts “aLive Shouts” - Fonterossa - 2019
- Zlatko Kaučič Quintet “Morning Patches” -  fsRecords - 2019
- Art Ensemble Of Chicago “We Are On The Edge”: A 50th Anniversary Celebration - Pi Recordings - 2019
- Massimo Falascone Seven  “Melies” - Fonterossa/Auditorium - 2018
- Tiziano Tononi & The Ornettians “Forms & Sounds AIR SCULPTURES” - Felmay - 2018
- Tiziano Tononi & Daniele Cavallanti Nexus “Experience Nexus! “ - Rudi Records - 2017
- Hear In Now trio “Not living in fear” - International Anthem - 2017
- Tai No-Orchestra Vol.1 - Setola di Maiale - 2016
- Tai No-Orchestra Vol.2 - Setola di Maiale - 2016
- Roberto Del Piano - Silvia Bolognesi, Marco Colonna, Massimo Falascone, Paolo Falascone, Roberto Masotti, Stefano Giust, Pat Moonchy, Robin Neko “La main qui querque la lumiere” - Improvising Beings, 2016
- Silvia Bolognesi Ju-Ju Sounds “Protection Sounds” -Fonterossa Records - 2015
- Alessandro Deledda quartet “Morbid Dialogues” - Emme Records - 2015
- Ghost Trio “Ghost Trio” - Setola di Maiale - 2015
- Cercando il Caso Quartet “Freedom” - M.R. - 2015
- Cercando il Caso Sextet “Vibrakticons” - M.R. 2015
- “Fonterossa Chicago Sessions” - Fonterossa Records - 2015
- Tiziano Tononi / Awake Nu quartet “The (CherryCo)mpany - NuBop Records - 2014
- Emanuele Parrini 6et “Are you ready? viaggio al centro del violino vol. 2 - Rudi Records - 2014
- Lawrence D. “Butch” Morris “Possible Universe” - Punta Giara - 2014
- Maria Pia DeVito & Silvia Bolognesi “Suoni dal Carcere” DVD video - Rudi Records, 2013
- Jacopo Pierazzuoli & the kings of fire - Dodicilune, 2013
- Silvia Bolognesi & Angelo Olivieri “Dialogo” live in Teano - Terre di mezzo, 2013
- Almond Tree "Il mandorlo" - Fonterossa Records - 2013
- Mazz Swift, Tomeka Reid, Silvia Bolognesi "Hear in Now" - Rudi Records - 2012
- Progetto Guzman "if noT" (omaggio a Mario Schiano) - Terre Sommerse - 2012
- Stefano Maltese Open Sound Ensemble "a world apart" - Labirinti sonori - 2012
- Nexus plays Nexus - Splas(h) records - 2011
- Sabir Mateen & Silvia Bolognesi  "Holidays In Siena" - Rudi Records - 2011
- Bobo Rondelli " L'ora dell'ormai" - Live - 2011
- Test Quintet " Saragolla " - Musica delle Sfere - 2011
- Silvia Bolognesi Open Combo "Large" - Fonterossa Records - 2010
- Tiziana Ghiglioni & the Tbone band "a Male WALking in the caulDRON" - Splasc(h) records - 2009
- Marcello Benetti "Supuesto Blue" - Caligola records - 2009
- Alessandro Sacha Caiani "Effetto Ludico" - Silta records - 2009
- Silvia Bolognesi Open Combo "What was I saying?" - 33 jazz records - 2008
- G.A.S. Trio "Faces" - Geco Records -2008
- Guitto Gargle "Guitto Gargle" - NuBop records - 2008
- Test Quintet "La gatta nel sacco" - Labirinti Sonori Records - 2008
- Giulio Stracciati Nutrio "Solo Fight" - DryCastle records - 2007
- Silvia Bolognesi Living Quartet (featuring T.Ghiglioni) "Varii" - Reflexio - 2007
- Mariano Di Nunzio X Quartet "Suite for Quartet" - Splas(h) records - 2006
- Silvia Bolognesi Open Combo "Introducing Open Combo" - 33 jazz records - 2005
- Giulio Stracciati Nutrio "Migrazioni" - Music Centrer - 2005